# Guillaume de Sonnac
Guillaume de Sonnac (déformation de son vrai patronyme Wilielmus de Sonayo) est un dignitaire de l'ordre du Temple qui est d'abord recteur de la commanderie d'Auzon, puis précepteur de la commanderie de Sainte-Eulalie-de-Cernon et précepteur de la province d'Aquitaine à partir de 1236. Il devient maître de l'ordre du Temple en 1247.

## Biographie
Il existe deux chroniques de l'époque faisant mention de ce Guillaume, mais son nom Sonnac aurait été mal retranscrit dans le livre de Jehans de Joinville et serait plutôt Sonay, l’orthographe initiale de son nom étant Wilielmus de Sonayo,. Certains affirment qu'il appartiendrait à la famille de Saunhac, ancienne famille noble du Rouergue mais bon nombre d'historiens réfutent cette thèse. D'autres affirment qu'il serait originaire de Sonac dans le Lot ou de Sonnac dans l'Aude mais il semblerait qu'il soit issu d'une famille du Bas-Poitou installée au château de Sonnay en Touraine et qui aurait été anoblie par Foulques V d'Anjou.

## Maître de l'ordre du Temple
Lors de la septième croisade, Il s'illustre à la prise de Damiette. Il est aveuglé puis tué à la bataille de Mansourah, le 11 février 1250, après avoir été éborgné le 8 février 1250, lors de la première bataille de Mansourah.

## Les hommes de son temps
Au cours de sa vie et comme maître de l'ordre du Temple, Guillaume de Sonnac a côtoyé des hommes remarquables :
- Alphonse de Poitiers, qu'il aida à préparer la septième croisade ;
- Guillaume II de Longue-Épée, fils de Guillaume de Longue-Épée, qui commandait le contingent anglais pendant cette même croisade[2] ;
- Saint Louis, qui lui confia l'avant-garde de son armée en 1250 pendant la septième croisade[2] ;
- Al-Malik as-Sâlih Najm ad-Dîn Ayyûb, sultan d’Égypte avec qui il tenta de négocier une paix avec les croisés[10].

## Dans la fiction
Sous le nom de Guillaume de Sonnac, il est un des héros de la série de bande dessinée Crusades par Izu, Alex Nikolavitch et Zhang Xiaoyu, aux éditions Les Humanoïdes Associés, qui en fait un intrigant en quête de pouvoir.